# وزارة الدولة للتنمية الإدارية (مصر)
وزارة الدولة للتنمية الإدارية المصرية هي وزارة مٌلغاة كانت مسؤولة عن التنمية المؤسسية والبشرية في القطاع الحكومي لدعم وتحديث الموارد البشرية بالجهاز الإداري في جمهورية مصر العربية وتولى رئاستها عادل لبيب، الذي تولى الوزارة ضمن وزارة إبراهيم محلب في فبراير 2014 حتى 8 يونيو 2014، وقد تم إلغاء هذه الوزارة في عهد وزارة إبراهيم محلب الثانية ونُقلت صلاحياتها واختصاصاتها إلى الجهاز المركزي للتنظيم والإدارة.

## الوزراء
- عادل لبيب
- هاني محمود
- أحمد سمير الرافعي
- أشرف عبد الوهاب
- أحمد درويش